# Liste der Orte im Landkreis Schweinfurt
Die Liste der Orte im Landkreis Schweinfurt listet die 168 amtlich benannten Gemeindeteile (Hauptorte, Kirchdörfer, Pfarrdörfer, Dörfer, Weiler und Einöden) im Landkreis Schweinfurt auf.

## Systematische Liste
Alphabet der Städte und Gemeinden mit den zugehörigen Orten.
- Die Gemeinde Bergrheinfeld mit 2 Gemeindeteilen:
  - Pfarrdorf Bergrheinfeld
  - Kirchdorf Garstadt

- Die Gemeinde Dingolshausen mit 4 Gemeindeteilen:
  - Pfarrdörfer Bischwind und Dingolshausen
  - Einöden Mittelmühle und Volkachsmühle

- Die Gemeinde Dittelbrunn mit 4 Gemeindeteilen:
  - Pfarrdörfer Dittelbrunn und Hambach
  - Kirchdörfer Holzhausen und Pfändhausen

- Die Gemeinde Donnersdorf mit 9 Gemeindeteilen:
  - Pfarrdorf Traustadt
  - Kirchdörfer Donnersdorf, Falkenstein, Kleinrheinfeld und Pusselsheim
  - Einöden Fallesmühle, Mittelmühle, Riedmühle und Tugendorf

- Die Gemeinde Euerbach mit 4 Gemeindeteilen:
  - Pfarrdörfer Euerbach und Obbach
  - Kirchdorf Sömmersdorf
  - Einöde Reichthalshof

- Die Gemeinde Frankenwinheim mit 3 Gemeindeteilen:
  - Pfarrdorf Frankenwinheim
  - Kirchdorf Brünnstadt
  - Einöde Weinbergsmühle

- Die Gemeinde Geldersheim mit dem gleichnamigen Pfarrdorf

- Die Stadt Gerolzhofen mit 4 Gemeindeteilen:
  - Hauptort Gerolzhofen
  - Dorf Rügshofen
  - Weiler Klesenmühle
  - Gut Lindelachshof

- Die Gemeinde Gochsheim mit 2 Gemeindeteilen:
  - Pfarrdorf Gochsheim
  - Kirchdorf Weyer

- Die Gemeinde Grafenrheinfeld mit dem gleichnamigen Pfarrdorf

- Die Gemeinde Grettstadt mit 4 Gemeindeteilen:
  - Pfarrdörfer Grettstadt und Obereuerheim
  - Kirchdörfer Dürrfeld und Untereuerheim

- Die Gemeinde Kolitzheim mit 11 Gemeindeteilen:
  - Pfarrdörfer Herlheim, Kolitzheim, Stammheim, Unterspiesheim und Zeilitzheim
  - Kirchdörfer Gernach, Lindach und Oberspiesheim
  - Weiler Wadenbrunn
  - Einöden Herleshof und Lohmühle

- Die Gemeinde Lülsfeld mit 4 Gemeindeteilen:
  - Pfarrdorf Lülsfeld
  - Kirchdorf Schallfeld
  - Einöden Aumühle und Lülsbachsmühle

- Die Gemeinde Michelau i.Steigerwald mit 11 Gemeindeteilen:
  - Kirchdörfer Hundelshausen, Michelau i.Steigerwald, Neuhausen und Prüßberg
  - Dorf Altmannsdorf
  - Feriendorf Sudrach
  - Weiler Heinachshof und Neuhof
  - Einöden Bimbachsmühle, Haudersmühle und Saudrachshof

- Die Gemeinde Niederwerrn mit 2 Gemeindeteilen:
  - Pfarrdorf Niederwerrn
  - Kirchdorf Oberwerrn

- Der Markt Oberschwarzach mit 12 Gemeindeteilen:
  - Hauptort Oberschwarzach
  - Kirchdörfer Breitbach, Handthal, Mutzenroth, Schönaich, Siegendorf und Wiebelsberg
  - Weiler mit Kirche Düttingsfeld
  - Weiler Kammerforst
  - Einöden Greuthermühle, Steinmühle und Wiesenmühle

- Die Gemeinde Poppenhausen mit 6 Gemeindeteilen:
  - Pfarrdörfer Kronungen, Kützberg, Maibach, Pfersdorf und Poppenhausen
  - Kirchdorf Hain

- Die Gemeinde Röthlein mit 3 Gemeindeteilen:
  - Pfarrdörfer Heidenfeld und Röthlein
  - Kirchdorf Hirschfeld

- Die Gemeinde Schonungen mit 13 Gemeindeteilen:
  - Pfarrdörfer Forst, Hausen, Marktsteinach, Schonungen und Waldsachsen
  - Kirchdörfer Abersfeld, Löffelsterz, Mainberg und Reichmannshausen
  - Dorf Reichelshof
  - Weiler Bayerhof, Kaltenhof und Rednershof

- Die Gemeinde Schwanfeld mit 3 Gemeindeteilen:
  - Pfarrdorf Schwanfeld
  - Weiler Neuheiligenthal
  - Einöde Heiligenthal

- Die Gemeinde Schwebheim mit dem gleichnamigen Pfarrdorf

- Die Gemeinde Sennfeld mit dem gleichnamigen Pfarrdorf

- Der Markt Stadtlauringen mit 20 Gemeindeteilen:
  - Hauptort Stadtlauringen
  - Pfarrdörfer Altenmünster, Birnfeld, Oberlauringen und Wetzhausen
  - Kirchdörfer Ballingshausen, Fuchsstadt, Mailes, Sulzdorf und Wettringen
  - Feriendorf Ellertshausen
  - Weiler Reinhardshausen
  - Einöden Bahnbrückenmühle, Fuchsstadtermühle, Kreisenmühle, Mittelmühle, Rampertsmühle, Rangenmühle und Ziegelhütte
  - Sonstiger Ort Ochsenmühle

- Die Gemeinde Sulzheim mit 6 Gemeindeteilen:
  - Pfarrdorf Sulzheim
  - Kirchdörfer Alitzheim, Mönchstockheim und Vögnitz
  - Einöden Unkenmühle und Vögnitzmühle

- Die Gemeinde Üchtelhausen mit 9 Gemeindeteilen:
  - Pfarrdörfer Ebertshausen, Hesselbach, Üchtelhausen und Zell
  - Kirchdörfer Hoppachshof, Madenhausen und Weipoltshausen
  - Weiler Ottenhausen und Thomashof

- Die Gemeinde Waigolshausen mit 4 Gemeindeteilen:
  - Pfarrdörfer Hergolshausen und Waigolshausen
  - Kirchdorf Theilheim
  - Gut Dächheim

- Die Gemeinde Wasserlosen mit 8 Gemeindeteilen:
  - Pfarrdörfer Brebersdorf, Burghausen und Greßthal
  - Kirchdörfer Kaisten, Rütschenhausen, Schwemmelsbach, Wasserlosen und Wülfershausen

- Der Markt Werneck mit 13 Gemeindeteilen:
  - Hauptort Werneck
  - Pfarrdörfer Egenhausen, Eßleben, Ettleben, Mühlhausen, Schleerieth, Schnackenwerth, Schraudenbach, Stettbach, Vasbühl und Zeuzleben
  - Kirchdörfer Eckartshausen und Rundelshausen

- Die Gemeinde Wipfeld mit 2 Gemeindeteilen:
  - Pfarrdorf Wipfeld
  - Kloster St. Ludwig

## Alphabetische Liste
In Fettschrift erscheinen die Orte, die namengebend für die Gemeinde sind.

### A
- Abersfeld zu Schonungen
- Alitzheim zu Sulzheim
- Altenmünster zu Stadtlauringen
- Altmannsdorf zu Michelau i.Steigerwald
- Aumühle zu Lülsfeld

### B
- Bahnbrückenmühle zu Stadtlauringen
- Ballingshausen zu Stadtlauringen
- Bayerhof zu Schonungen
- Bergrheinfeld
- Bimbachsmühle zu Michelau i.Steigerwald
- Birnfeld zu Stadtlauringen
- Bischwind zu Dingolshausen
- Brebersdorf zu Wasserlosen
- Breitbach zu Oberschwarzach
- Brünnstadt zu Frankenwinheim
- Burghausen zu Wasserlosen

### D
- Dächheim zu Waigolshausen
- Dingolshausen
- Dittelbrunn
- Donnersdorf
- Dürrfeld zu Grettstadt
- Düttingsfeld zu Oberschwarzach

### E
- Ebertshausen zu Üchtelhausen
- Eckartshausen zu Werneck
- Egenhausen zu Werneck
- Ellertshausen zu Stadtlauringen
- Eßleben zu Werneck
- Ettleben zu Werneck
- Euerbach

### F
- Falkenstein zu Donnersdorf
- Fallesmühle zu Donnersdorf
- Forst zu Schonungen
- Frankenwinheim
- Fuchsstadt zu Stadtlauringen
- Fuchsstadtermühle zu Stadtlauringen

### G
- Garstadt zu Bergrheinfeld
- Geldersheim
- Gernach zu Kolitzheim
- Gerolzhofen
- Gochsheim
- Grafenrheinfeld
- Greßthal zu Wasserlosen
- Grettstadt
- Greuthermühle zu Oberschwarzach

### H
- Hain zu Poppenhausen
- Hambach zu Dittelbrunn
- Handthal zu Oberschwarzach
- Haudersmühle zu Michelau i.Steigerwald
- Hausen zu Schonungen
- Heidenfeld zu Röthlein
- Heiligenthal zu Schwanfeld
- Heinachshof zu Michelau i.Steigerwald
- Hergolshausen zu Waigolshausen
- Herleshof zu Kolitzheim
- Herlheim zu Kolitzheim
- Hesselbach zu Üchtelhausen
- Hirschfeld zu Röthlein
- Holzhausen zu Dittelbrunn
- Hoppachshof zu Üchtelhausen
- Hundelshausen zu Michelau i.Steigerwald

### K
- Kaisten zu Wasserlosen
- Kaltenhof zu Schonungen
- Kammerforst zu Oberschwarzach
- Kleinrheinfeld zu Donnersdorf
- Klesenmühle zu Gerolzhofen
- Kolitzheim
- Kreisenmühle zu Stadtlauringen
- Kronungen zu Poppenhausen
- Kützberg zu Poppenhausen

### L
- Lindach zu Kolitzheim
- Lindelachshof zu Gerolzhofen
- Löffelsterz zu Schonungen
- Lohmühle zu Kolitzheim
- Lülsbachsmühle zu Lülsfeld
- Lülsfeld

### M
- Madenhausen zu Üchtelhausen
- Maibach zu Poppenhausen
- Mailes zu Stadtlauringen
- Mainberg zu Schonungen
- Marktsteinach zu Schonungen
- Michelau i.Steigerwald
- Mittelmühle zu Dingolshausen
- Mittelmühle zu Donnersdorf
- Mittelmühle zu Stadtlauringen
- Mönchstockheim zu Sulzheim
- Mühlhausen zu Werneck
- Mutzenroth zu Oberschwarzach

### N
- Neuhausen zu Michelau i.Steigerwald
- Neuheiligenthal zu Schwanfeld
- Neuhof zu Michelau i.Steigerwald
- Niederwerrn

### O
- Obbach zu Euerbach
- Obereuerheim zu Grettstadt
- Oberlauringen zu Stadtlauringen
- Oberschwarzach
- Oberspiesheim zu Kolitzheim
- Oberwerrn zu Niederwerrn
- Ochsenmühle zu Stadtlauringen
- Ottenhausen zu Üchtelhausen

### P
- Pfändhausen zu Dittelbrunn
- Pfersdorf zu Poppenhausen
- Poppenhausen
- Prüßberg zu Michelau i.Steigerwald
- Pusselsheim zu Donnersdorf

### R
- Rampertsmühle zu Stadtlauringen
- Rangenmühle zu Stadtlauringen
- Rednershof zu Schonungen
- Reichelshof zu Schonungen
- Reichmannshausen zu Schonungen
- Reichthalshof zu Euerbach
- Reinhardshausen zu Stadtlauringen
- Riedmühle zu Donnersdorf
- Röthlein
- Rügshofen zu Gerolzhofen
- Rundelshausen zu Werneck
- Rütschenhausen zu Wasserlosen

### S
- Saudrachshof zu Michelau i.Steigerwald
- Schallfeld zu Lülsfeld
- Schleerieth zu Werneck
- Schnackenwerth zu Werneck
- Schönaich zu Oberschwarzach
- Schonungen
- Schraudenbach zu Werneck
- Schwanfeld
- Schwebheim
- Schwemmelsbach zu Wasserlosen
- Sennfeld
- Siegendorf zu Oberschwarzach
- Sömmersdorf zu Euerbach
- Stadtlauringen
- Stammheim zu Kolitzheim
- Steinmühle zu Oberschwarzach
- Stettbach zu Werneck
- St. Ludwig zu Wipfeld
- Sudrach zu Michelau i.Steigerwald
- Sulzdorf zu Stadtlauringen
- Sulzheim

### T
- Theilheim zu Waigolshausen
- Thomashof zu Üchtelhausen
- Traustadt zu Donnersdorf
- Tugendorf zu Donnersdorf

### U
- Üchtelhausen
- Unkenmühle zu Sulzheim
- Untereuerheim zu Grettstadt
- Unterspiesheim zu Kolitzheim

### V
- Vasbühl zu Werneck
- Vögnitz zu Sulzheim
- Vögnitzmühle zu Sulzheim
- Volkachsmühle zu Dingolshausen

### W
- Wadenbrunn zu Kolitzheim
- Waigolshausen
- Waldsachsen zu Schonungen
- Wasserlosen
- Weinbergsmühle zu Frankenwinheim
- Weipoltshausen zu Üchtelhausen
- Werneck
- Wettringen zu Stadtlauringen
- Wetzhausen zu Stadtlauringen
- Weyer zu Gochsheim
- Wiebelsberg zu Oberschwarzach
- Wiesenmühle zu Oberschwarzach
- Wipfeld
- Wülfershausen zu Wasserlosen

### Z
- Zeilitzheim zu Kolitzheim
- Zell zu Üchtelhausen
- Zeuzleben zu Werneck
- Ziegelhütte zu Stadtlauringen

| ↑ Zurück zum Inhaltsverzeichnis |